# Лозьер, Бальтазар Емельянович де
Бальтазар Емельянович де Лозьер (XVII век — 1697, Москва) — шаутбенахт русcкого флота, один из первых сподвижников Петра Великого.

## Биография
Прибыл в Москву из Персии в 1687—1688 годах вместе с царём Имеретинским Александром IV.
Служил в Белгородском полку. В 1693 году числился полковником Курского рейтарского полка. Во время первого Азовского похода числился полковником выборного полка Лефорта.
В 1695 году полковником Лефортовского полка, провёл по реке Воронеж часть вновь построенных судов и участвовал с ними в Азовских походах Петра I. Во время второго похода командовал галерой.
Раненый под Азовом, де Лозьер был произведен царём в шаутбенахты, но по возвращении в Москву в 1697 году умер от операции по удалению нароста над глазом.
Упоминается в архивных источниках в связи с розысками по делу о разводе Петра I с первой женой — царицей Евдокией и женитьбой на Екатерине Алексеевне, а также слухов о внебрачных связях царя. Так, один из допрошенных жителей Курска сообщал:

«Жил де у меня в доме в моровое поветрие из Курска полковник Балтазар и сказывал, Государь де жену его блудил. И дал за то две бади масла коровия, да две бади меду, да за то де он, Государь, пожаловал ево, Балтазара, в Курск в полковники и живучи говорил ему, Михайлу, вера де ваша добра, толко де непостоянно, государь ходит по немкам, и их блудит, а к кому имяны к немкам для блуднаго дела ходит, тово имянно невыговорил»— Мухин О. Н. Вестник Томского государственного университета. № 353 / 2011